# Dimítrios Desýllas
Dimítrios « Dimítris » Desýllas (grec moderne : Δημήτριος «Δημήτρης» Δεσύλλας), né le 12 novembre 1947 à Pyrgos Ilias, est un homme politique grec. Il est député européen.